# ادوارد فون زامباور
ادوارد کارل ماکس ریتر فون زامباور (به آلمانی: Eduard von Zambaur) (۱۱ مه ۱۸۶۶ در نزدیکی کراکوف - ۱۰ اکتبر ۱۹۴۷ در گراتس) افسر نظامی، نویسنده و خاورشناس اتریشی بود. او زبان‌های فارسی، عربی و ترکی را آموخته بود و در باب تاریخ، نسب‌نامه‌ها و سکه‌شناسی خاورمیانه پژوهش‌های فراوانی داشت.